# نو مه امس
«نو مه امس» (به اسپانیایی: No Me Ames) (به معنیِ عاشقم نباش) تک‌آهنگی از هنرمند اهل ایالات متحده آمریکا جنیفر لوپز با همراهی مارک آنتونی است که در ۱۱ مه ۱۹۹۹ منتشر شد. این تک‌آهنگ در آلبوم آن د سیکس قرار داشت.